# Pannicule
Pour l’article ayant un titre homophone, voir Panicule.
Le pannicule est une couche adipeuse constituée de nombreuses petites cellules (lobules) située sous l'épiderme ayant une fonction isolante et de réserve énergétique (pour l'hibernation ou l'hivernation par exemple).
Chez les baleines, le pannicule mesure plus de trente centimètres d'épaisseur.

## Pathologies
Pouvant avoir des origines diverses (de l'exposition à un grand froid à des parasites bactériens (ex : complication d'une maladie de Lyme), elles portent le nom de panniculites.